# Tepantitla
Tepantitla, Palacio de Tepantitla o Conjunto departamental de Tepantitla es una zona arqueológica perteneciente a Teotihuacán. Destaca por sus pinturas murales hechas entre el siglo VI y el VII, mismas que han mostrado aspectos de la vida cotidiana de la población habitante de la civilización teotihuacana de su tiempo. 

## Historia
Tepantitla es una zona ubicada al oeste de la zona arqueológica actualmente delimitada de Teotihuacán. Pertenece a diversos conjuntos nombrados en contemporáneamente como «palacios», «conjuntos departamentales» o «conjuntos icónicos» como Atetelco, La Ventilla, Zacuala, Tetitla y Yayahuala que fungieron probablemente como zonas habitacionales de clase alta. Dichos conjuntos fueron casas familiares de entre 20 y 100 personas hechas con materiales más resistentes como piedra, cal y canto, lo que comunica que quienes los habitaron fueron personas con mayor riqueza que las que construían con materiales más perecederos como carrizo, palma y adobe. El conjunto habitacional fue datado en el periodo Metepec, situado entre los años 600 y 700. Definir las funciones exactas de estos conjuntos ha sido un reto científico permanente al carecer de una cantidad elevada de evidencias sobre sus usos. Las investigaciones sobre Tepantitla han revelado una larga ocupación habitacional del sitio. Entre los restos encontrados están los de cenizas de madera quemada y pedazos de mica, lo que podría comunicar que el sitio fue probablemente destruido e incendiado de manera deliberada.
Los restos del conjunto de Tepantitla fueron hallados en 1942, luego de que un campesino chocara sus instrumentos de trabajo contra lo que reconoció como pinturas en los muros enterrados. Se apresuró a destruirlos, dado que temía que el hallazgo le despojara de sus tierras, lo que terminó ocurriendo al ser enterado el Instituto Nacional de Antropología e Historia (INAH) del descubrimiento. Fue el antropólogo Alfonso Caso quien dirigió la excavación así como Pedro Armillas y Agustín Villagra, apoyados por fondos del INAH así como de la Fundación Viking, misma que apoyó esta y otras excavaciones. Los trabajos de rescate se dirigieron a consolidar los arranques de muro que se visualizaban, pero sobre todo los restos de pintura mural. 

## Descripción
Tepantitla cumple con el modelo arquitectónico típico de los conjuntos habitacionales teotihuacanos de habitaciones y espacios diversos en torno a un patio central único con funciones religiosas. Así, se conservan los arranques de muros que delimitaban un estimado de 25 espacios. De entre estos, hay fragmentos de pintura principalmente en los taludes, las cenefas y los tableros de los muros del Cuarto 2. 